# Košarka na OI 1952.
Košarka na Olimpijskim igrama u Helsinkiju 1952. godine uključivala je natjecanja u samo u muškoj konkurenciji.

## Osvajači odličja
|       | Zlato | Srebro | Bronca |
| Muški | SAD William Marion Hougland Melvin Dean Kelley Robert Earl Kenney William Barner Lienhard Clyde Edward Lovelette Marcus Ross Frieberger Victor Wayne Glasgow Frank Reilly McCabe Daniel Luther Pippin Howard Earl Williams Ronald Yngve Bontemps Robert Albert Kurland Charles Monroe Hoag John Frederick Keller | SSSR Stiapas Brutautas Iogan Fedorovich Lysov Kasis Petkyavichus Nodar Dzhordzhikiya Anatoli Konyev Otar Mikhailovich Korkiya Ilmar Kullam Yuri Ozerov Aleksandr Moiseev Maigonis Valdmanis Heino Kruus Justinas Lagunavichus Viktor Vlasov Stasis Stonkus | Urugvaj Martin Acosta Y Lara Enrique Balino Victorio Cieslinskas Hector J. Costa Nelson Demarco Hector Garcia Otero Tabare Larre Borges Adesio Lombardo Roberto Lovera Sergio A. Matto Wilfredo Pelaez Carlos Rossello |